# Чесменская улица (Санкт-Петербург)
Чесменская улица — исчезнувшая улица в Санкт-Петербурге, проходившая от Ставропольской улицы до площади Растрелли. Сейчас присоединена к Таврическому переулку.

## История
В 1828—1883 годах включалась в состав Подгорной улицы. 

Название получила 16 апреля 1887 года в память победы российского флота в Чесменском сражении. 

В 1984 году присоединена к Таврическому переулку.